# Okres Pcheng-chu
Okres Pcheng-chu (čínsky 澎湖縣, tongyong pinyin Pénghú siàn, tchajwansky Phêⁿ-ô·-koān) je okres Tchaj-wanu (Čínské republiky) a leží na Pescadorském souostroví. Jeho sousedy jsou Tchaj-nan, okres Jün-lin a okres Ťia-i a (přes moře).